# 刘跃进 (学者)
刘跃进（1958年—），中华人民共和国古代文学学者，中国社会科学院文学研究所研究员，中国社会科学院学部委员。